# Campionati mondiali di snowboard
I Campionati mondiali di snowboard sono una competizione sportiva a cadenza biennale organizzata dalla Federazione internazionale sci e snowboard, in cui si assegnano i titoli mondiali delle diverse specialità dello snowboard.
Attualmente vengono assegnati dodici titoli individuali in sei diverse discipline, tutte sia maschili sia femminili: snowboard cross, slalom parallelo, slalom gigante parallelo, halfpipe, slopestyle e big air. A questi si aggiunge anche il titolo di snowboard cross a squadre miste.

## Edizioni
Dopo la prima e la seconda edizione, che si sono tenute consecutivamente nel 1996 e nel 1997, si disputano con cadenza biennale, negli anni dispari per impedire ogni sovrapposizione con l'anno olimpico. A partire dall'undicesima edizione, che si è tenuta nel 2015, si svolgono unitamente ai Campionati mondiali di freestyle.
| Edizione | Luogo                   | Nazione                     |
| -------- | ----------------------- | --------------------------- |
| 1996     | Lienz                   | Austria                     |
| 1997     | San Candido             | Italia                      |
| 1999     | Berchtesgaden           | Germania                    |
| 2001     | Madonna di Campiglio    | Italia                      |
| 2003     | Kreischberg             | Austria                     |
| 2005     | Whistler                | Canada                      |
| 2007     | Arosa                   | Svizzera                    |
| 2009     | Gangwon                 | Corea del Sud               |
| 2011     | La Molina / Barcellona  | Spagna                      |
| 2013     | Stoneham / Québec       | Canada                      |
| 2015     | Kreischberg             | Austria                     |
| 2017     | Sierra Nevada           | Spagna                      |
| 2019     | Deer Valley / Park City | Stati Uniti                 |
| 2021     | Idre Fjäll Rogla Aspen  | Svezia Slovenia Stati Uniti |
| 2023     | Bakuriani               | Georgia                     |
| 2025     | Engadina                | Svizzera                    |
| 2027     | Montafon                | Austria                     |

## Albo d'oro maschile

### Slalom parallelo
| Anno | Luogo                | Oro                | Argento            | Bronzo             |
| ---- | -------------------- | ------------------ | ------------------ | ------------------ |
| 1996 | Lienz                | Ivo Rudiferia      | Rainer Krug        | Helmut Pramstaller |
| 1997 | San Candido          | Mike Jacoby        | Elmar Messner      | Bernd Kroschewski  |
| 1999 | Berchtesgaden        | Nicolas Huet       | Mathieu Bozzetto   | Werner Ebenbauer   |
| 2001 | Madonna di Campiglio | Gilles Jacquet     | Daniel Biveson     | Stefan Kaltschütz  |
| 2003 | Kreischberg          | Siegfried Grabner  | Mathieu Bozzetto   | Simon Schoch       |
| 2005 | Whistler             | Jasey Jay Anderson | Nicolas Huet       | Siegfried Grabner  |
| 2007 | Arosa                | Simon Schoch       | Philipp Schoch     | Rok Flander        |
| 2009 | Gangwon              | Benjamin Karl      | Sylvain Dufour     | Patrick Bussler    |
| 2011 | La Molina            | Benjamin Karl      | Simon Schoch       | Rok Marguč         |
| 2013 | Stoneham             | Rok Marguč         | Justin Reiter      | Roland Fischnaller |
| 2015 | Kreischberg          | Roland Fischnaller | Andrej Sobolev     | Rok Marguč         |
| 2017 | Sierra Nevada        | Andreas Prommegger | Benjamin Karl      | Andrej Sobolev     |
| 2019 | Park City            | Dmitrij Loginov    | Roland Fischnaller | Stefan Baumeister  |
| 2021 | Rogla                | Benjamin Karl      | Andreas Prommegger | Dmitrij Loginov    |
| 2023 | Bakuriani            | Andreas Prommegger | Arvid Auner        | Arnaud Gaudet      |
| 2025 | Engadina             | Tervel Zamfirov    | Arvid Auner        | Aaron March        |

### Slalom gigante parallelo
| Anno | Luogo                | Oro                | Argento            | Bronzo             |
| ---- | -------------------- | ------------------ | ------------------ | ------------------ |
| 1999 | Berchtesgaden        | Richard Rikardsson | Stefan Kaltschütz  | Herald Walter      |
| 2001 | Madonna di Campiglio | Nicolas Huet       | Mathieu Chiquet    | Anton Pogue        |
| 2003 | Kreischberg          | Dejan Košir        | Simon Schoch       | Nicolas Huet       |
| 2005 | Whistler             | Jasey Jay Anderson | Urs Eiselin        | Nicolas Huet       |
| 2007 | Arosa                | Rok Flander        | Philipp Schoch     | Heinz Inniger      |
| 2009 | Gangwon              | Jasey Jay Anderson | Sylvain Dufour     | Matthew Morison    |
| 2011 | La Molina            | Benjamin Karl      | Rok Marguč         | Roland Fischnaller |
| 2013 | Stoneham             | Benjamin Karl      | Roland Fischnaller | Vic Wild           |
| 2015 | Kreischberg          | Andrej Sobolev     | Žan Košir          | Benjamin Karl      |
| 2017 | Sierra Nevada        | Andreas Prommegger | Benjamin Karl      | Nevin Galmarini    |
| 2019 | Park City            | Dmitrij Loginov    | Tim Mastnak        | Stefan Baumeister  |
| 2021 | Rogla                | Dmitrij Loginov    | Roland Fischnaller | Andrej Sobolev     |
| 2023 | Bakuriani            | Oskar Kwiatkowski  | Dario Caviezel     | Alexander Payer    |
| 2025 | Engadina             | Roland Fischnaller | Stefan Baumeister  | Lee Sang-ho        |

### Snowboard cross
| Anno | Luogo                | Oro                 | Argento             | Bronzo              |
| ---- | -------------------- | ------------------- | ------------------- | ------------------- |
| 1997 | San Candido          | Helmut Pramstaller  | Klaus Stammer       | Jakog Bergstedt     |
| 1999 | Berchtesgaden        | Henrik Jansson      | Magnus Sterner      | Zeke Steggall       |
| 2001 | Madonna di Campiglio | Guillaume Nantermod | Markus Ebner        | Alexander Maier     |
| 2003 | Kreischberg          | Xavier de Le Rue    | Seth Wescott        | Drew Neilson        |
| 2005 | Whistler             | Seth Wescott        | François Boivin     | Jayson Hale         |
| 2007 | Arosa                | Xavier de Le Rue    | Seth Wescott        | Nate Holland        |
| 2009 | Gangwon              | Markus Schairer     | Xavier de Le Rue    | Nick Baumgartner    |
| 2011 | La Molina            | Alex Pullin         | Seth Wescott        | Nate Holland        |
| 2013 | Stoneham             | Alex Pullin         | Markus Schairer     | Stian Sivertzen     |
| 2015 | Kreischberg          | Luca Matteotti      | Kevin Hill          | Nick Baumgartner    |
| 2017 | Sierra Nevada        | Pierre Vaultier     | Lucas Eguibar       | Alex Pullin         |
| 2019 | Park City            | Mick Dierdorff      | Hanno Douschan      | Emanuel Perathoner  |
| 2021 | Idre Fjäll           | Lucas Eguibar       | Alessandro Hämmerle | Éliot Grondin       |
| 2023 | Bakuriani            | Jakob Dusek         | Martin Nörl         | Omar Visintin       |
| 2025 | Engadina             | Éliot Grondin       | Loan Bozzolo        | Alessandro Hämmerle |

### Snowboard cross a squadre
| Anno | Luogo         | Oro                                        | Argento                               | Bronzo                           |
| ---- | ------------- | ------------------------------------------ | ------------------------------------- | -------------------------------- |
| 2017 | Sierra Nevada | Stati Uniti Hagen Kearney Nick Baumgartner | Spagna Regino Hernández Lucas Eguibar | Canada Kevin Hill Chris Robanske |

### Halfpipe
| Anno | Luogo                | Oro               | Argento             | Bronzo               |
| ---- | -------------------- | ----------------- | ------------------- | -------------------- |
| 1996 | Lienz                | Ross Powers       | Lael Gregory        | Rob Kingwill         |
| 1997 | San Candido          | Fabien Rohrer     | Markus Hurme        | Roger Hjelmstadstuen |
| 1999 | Berchtesgaden        | Ricky Bower       | Fredrik Sterner     | Timo Aho             |
| 2001 | Madonna di Campiglio | Kim Christiansen  | Daniel Franck       | Markus Herme         |
| 2003 | Kreischberg          | Markus Keller     | Stefan Karlsson     | Steve Fisher         |
| 2005 | Whistler             | Antti Autti       | Justin Lamoureux    | Kim Christiansen     |
| 2007 | Arosa                | Mathieu Crepél    | Kazuhiro Kokubo     | Brad Martin          |
| 2009 | Gangwon              | Ryō Aono          | Jeff Batchelor      | Mathieu Crepél       |
| 2011 | La Molina            | Nathan Johnstone  | Jurij Podladčikov   | Markus Malin         |
| 2013 | Stoneham             | Jurij Podladčikov | Taku Hiraoka        | Markus Malin         |
| 2015 | Kreischberg          | Scotty James      | Zhang Yiwei         | Tim-Kevin Ravnjak    |
| 2017 | Sierra Nevada        | Scotty James      | Iouri Podladtchikov | Patrick Burgener     |
| 2019 | Park City            | Scotty James      | Yūto Totsuka        | Patrick Burgener     |
| 2021 | Aspen                | Yūto Totsuka      | Scotty James        | Jan Scherrer         |
| 2023 | Bakuriani            | Lee Chae-un       | Valentino Guseli    | Jan Scherrer         |
| 2025 | Engadina             | Scotty James      | Ruka Hirano         | Yūto Totsuka         |

### Slopestyle
| Anno | Luogo         | Oro              | Argento           | Bronzo           |
| ---- | ------------- | ---------------- | ----------------- | ---------------- |
| 2011 | La Molina     | Seppe Smits      | Niklas Mattsson   | Ville Paumola    |
| 2013 | Stoneham      | Roope Tonteri    | Mark McMorris     | Janne Korpi      |
| 2015 | Kreischberg   | Ryan Stassel     | Roope Tonteri     | Kyle Mack        |
| 2017 | Sierra Nevada | Seppe Smits      | Nicolas Huber     | Chris Corning    |
| 2019 | Park City     | Chris Corning    | Mark McMorris     | Judd Henkes      |
| 2021 | Aspen         | Marcus Kleveland | Sébastien Toutant | Rene Rinnekangas |
| 2023 | Bakuriani     | Marcus Kleveland | Ryōma Kimata      | Chris Corning    |
| 2025 | Engadina      | Liam Brearley    | Su Yiming         | Oliver Martin    |

### Big air
| Anno | Luogo         | Oro             | Argento         | Bronzo            |
| ---- | ------------- | --------------- | --------------- | ----------------- |
| 2003 | Kreischberg   | Risto Mattila   | Simon Ax        | Antti Autti       |
| 2005 | Whistler      | Antti Autti     | Matevž Petek    | Andreas Jakobssen |
| 2007 | Arosa         | Mathieu Crepél  | Antti Autti     | Janne Korpi       |
| 2009 | Gangwon       | Markku Koski    | Seppe Smits     | Stefan Gimpl      |
| 2011 | La Molina     | Petja Piiroinen | Seppe Smits     | Rocco van Straten |
| 2013 | Stoneham      | Roope Tonteri   | Niklas Mattsson | Seppe Smits       |
| 2015 | Kreischberg   | Roope Tonteri   | Darcy Sharpe    | Kyle Mack         |
| 2017 | Sierra Nevada | Ståle Sandbech  | Chris Corning   | Marcus Kleveland  |
| 2019 | Park City     | Annullato       | Annullato       | Annullato         |
| 2021 | Aspen         | Mark McMorris   | Maxence Parrot  | Marcus Kleveland  |
| 2023 | Bakuriani     | Taiga Hasegawa  | Mons Røisland   | Nicolas Huber     |
| 2025 | Engadina      | Ryōma Kimata    | Taiga Hasegawa  | Oliver Martin     |

### Slalom gigante
| Anno | Luogo                | Oro                | Argento          | Bronzo            |
| ---- | -------------------- | ------------------ | ---------------- | ----------------- |
| 1997 | Corno alle Scale     | Lukas Grüner       | Travis Mclain    | Charlie Cosnier   |
| 1998 | Chamrousse           | Charlie Cosnier    | Xavier de Le Rue | Ian Price         |
| 1999 | Berchtesgaden        | Markus Ebner       | Maxence Idesheim | Stefan Kaltschütz |
| 2001 | Madonna di Campiglio | Jasey Jay Anderson | Dejan Košir      | Walter Feichter   |

### Slalom
| Anno | Luogo       | Oro               | Argento         | Bronzo      |
| ---- | ----------- | ----------------- | --------------- | ----------- |
| 1997 | San Candido | Bernd Kroschewski | Dieter Moherndl | Anton Pogue |

## Albo d'oro femminile

### Slalom parallelo
| Anno | Luogo                | Oro                         | Argento                    | Bronzo                     |
| ---- | -------------------- | --------------------------- | -------------------------- | -------------------------- |
| 1996 | Lienz                | Marion Posch                | Marcella Boerma            | Sondra Van Ert             |
| 1997 | San Candido          | Dagmar Mair unter der Eggen | Karine Ruby                | Marie Birkl                |
| 1999 | Berchtesgaden        | Marion Posch                | Isabelle Blanc             | Sandra Farmand             |
| 2001 | Madonna di Campiglio | Karine Ruby                 | Isabelle Blanc             | Carmen Ranigler            |
| 2003 | Kreischberg          | Isabelle Blanc              | Karine Ruby                | Sara Fischer               |
| 2005 | Whistler             | Daniela Meuli               | Heidi Neururer             | Doresia Krings             |
| 2007 | Arosa                | Heidi Neururer              | Marion Kreiner             | Doresia Krings             |
| 2009 | Gangwon              | Fränzi Mägert-Kohli         | Doris Günther              | Ekaterina Tudegeševa       |
| 2011 | La Molina            | Hilde-Katrine Engeli        | Nicolien Sauerbreij        | Claudia Riegler            |
| 2013 | Stoneham             | Ekaterina Tudegeševa        | Patrizia Kummer            | Amelie Kober               |
| 2015 | Kreischberg          | Ester Ledecká               | Julia Dujmovits            | Marion Kreiner             |
| 2017 | Sierra Nevada        | Daniela Ulbing              | Ester Ledecká              | Alëna Zavarzina            |
| 2019 | Park City            | Julie Zogg                  | Annamari Danča             | Ramona Theresia Hofmeister |
| 2021 | Rogla                | Sofija Nadyršina            | Ramona Theresia Hofmeister | Selina Jörg                |
| 2023 | Bakuriani            | Julie Zogg                  | Ladina Jenny               | Sabine Schöffmann          |
| 2025 | Engadina             | Tsubaki Miki                | Ester Ledecká              | Michelle Dekker            |

### Slalom gigante parallelo
| Anno | Luogo                | Oro                  | Argento             | Bronzo               |
| ---- | -------------------- | -------------------- | ------------------- | -------------------- |
| 1999 | Berchtesgaden        | Isabelle Blanc       | Rosey Fletcher      | Åsa Windahl          |
| 2001 | Madonna di Campiglio | Ursula Bruhin        | Rosey Fletcher      | Manuela Riegler      |
| 2003 | Kreischberg          | Ursula Bruhin        | Julie Pomagalski    | Heidi Renoth         |
| 2005 | Whistler             | Manuela Riegler      | Svetlana Bol'dikova | Doresia Krings       |
| 2007 | Arosa                | Ekaterina Tudegeševa | Amelie Kober        | Fränzi Mägert-Kohli  |
| 2009 | Gangwon              | Marion Kreiner       | Doris Günther       | Patrizia Kummer      |
| 2011 | La Molina            | Alëna Zavarzina      | Claudia Riegler     | Doris Günther        |
| 2013 | Stoneham             | Isabella Laböck      | Julia Dujmovits     | Amelie Kober         |
| 2015 | Kreischberg          | Claudia Riegler      | Alëna Zavarzina     | Tomoka Takeuchi      |
| 2017 | Sierra Nevada        | Ester Ledecká        | Patrizia Kummer     | Ekaterina Tudegeševa |
| 2019 | Park City            | Selina Jörg          | Natal'ja Soboleva   | Ladina Jenny         |
| 2021 | Rogla                | Selina Jörg          | Sofija Nadyršina    | Julia Dujmovits      |
| 2023 | Bakuriani            | Tsubaki Miki         | Daniela Ulbing      | Aleksandra Król      |
| 2025 | Engadina             | Ester Ledecká        | Tsubaki Miki        | Aleksandra Król      |

### Snowboard cross
| Anno | Luogo                | Oro                | Argento             | Bronzo                          |
| ---- | -------------------- | ------------------ | ------------------- | ------------------------------- |
| 1997 | San Candido          | Karine Ruby        | Manuela Riegler     | Maria Kirchgasser-Pichler       |
| 1999 | Berchtesgaden        | Julie Pomagalski   | Marija Tichvinskaja | Olivia Guerry                   |
| 2001 | Madonna di Campiglio | Karine Ruby        | Emmanuelle Duboc    | Dominique Vallée                |
| 2003 | Kreischberg          | Karine Ruby        | Ursula Fingerlos    | Victoria Wicky                  |
| 2005 | Whistler             | Lindsey Jacobellis | Karine Ruby         | Maëlle Ricker                   |
| 2007 | Arosa                | Lindsey Jacobellis | Sandra Frei         | Helene Olafsen                  |
| 2009 | Gangwon              | Helene Olafsen     | Olivia Nobs         | Mellie Francon                  |
| 2011 | La Molina            | Lindsey Jacobellis | Nelly Moenne-Loccoz | Dominique Maltais               |
| 2013 | Stoneham             | Maëlle Ricker      | Dominique Maltais   | Helene Olafsen                  |
| 2015 | Kreischberg          | Lindsey Jacobellis | Nelly Moenne-Loccoz | Michela Moioli                  |
| 2017 | Sierra Nevada        | Lindsey Jacobellis | Chloé Trespeuch     | Michela Moioli                  |
| 2019 | Park City            | Eva Samková        | Charlotte Bankes    | Michela Moioli                  |
| 2021 | Idre Fjäll           | Charlotte Bankes   | Michela Moioli      | Eva Samková                     |
| 2023 | Bakuriani            | Eva Samková        | Josie Baff          | Lindsey Jacobellis              |
| 2025 | Engadina             | Michela Moioli     | Charlotte Bankes    | Julia Pereira de Sousa-Mabileau |

### Snowboard cross a squadre
| Anno | Luogo         | Oro                                         | Argento                              | Bronzo                                     |
| ---- | ------------- | ------------------------------------------- | ------------------------------------ | ------------------------------------------ |
| 2017 | Sierra Nevada | Francia Nelly Moenne-Loccoz Chloé Trespeuch | Francia Manon Petit Charlotte Bankes | Stati Uniti Lindsey Jacobellis Faye Gulini |

### Halfpipe
| Anno | Luogo                | Oro                   | Argento             | Bronzo             |
| ---- | -------------------- | --------------------- | ------------------- | ------------------ |
| 1996 | Lienz                | Carolien van Kilsdonk | Annemarie Uliasz    | Cammy Potter       |
| 1997 | San Candido          | Anita Schwaller       | Christel Thoresen   | Sabine Wehr-Hasler |
| 1999 | Berchtesgaden        | Kim Stacey            | Doriane Vidal       | Anna Hellman       |
| 2001 | Madonna di Campiglio | Doriane Vidal         | Stine Brun Kjeldaas | Sari Grönholm      |
| 2003 | Kreischberg          | Doriane Vidal         | Nicola Pederzolli   | Fabienne Reuteler  |
| 2005 | Whistler             | Doriane Vidal         | Manuela Laura Pesko | Hannah Teter       |
| 2007 | Arosa                | Manuela Laura Pesko   | Soko Yamaoka        | Paulina Ligocka    |
| 2009 | Gangwon              | Jiayu Liu             | Holly Crawford      | Paulina Ligocka    |
| 2011 | La Molina            | Holly Crawford        | Ursina Haller       | Jiayu Liu          |
| 2013 | Stoneham             | Arielle Gold          | Holly Crawford      | Sophie Rodriguez   |
| 2015 | Kreischberg          | Cai Xuetong           | Queralt Castellet   | Clémence Grimal    |
| 2017 | Sierra Nevada        | Cai Xuetong           | Haruna Matsumoto    | Clémence Grimal    |
| 2019 | Park City            | Chloe Kim             | Cai Xuetong         | Maddie Mastro      |
| 2021 | Aspen                | Chloe Kim             | Maddie Mastro       | Queralt Castellet  |
| 2023 | Bakuriani            | Cai Xuetong           | Elizabeth Hosking   | Mitsuki Ono        |
| 2025 | Engadina             | Chloe Kim             | Sara Shimizu        | Mitsuki Ono        |

### Slopestyle
| Anno | Luogo         | Oro                  | Argento              | Bronzo          |
| ---- | ------------- | -------------------- | -------------------- | --------------- |
| 2011 | La Molina     | Enni Rukajärvi       | Šárka Pančochová     | Shelly Gotlieb  |
| 2013 | Stoneham      | Spencer O'Brien      | Sina Candrian        | Torah Bright    |
| 2015 | Kreischberg   | Miyabi Onitsuka      | Anna Gasser          | Klaudia Medlová |
| 2017 | Sierra Nevada | Laurie Blouin        | Zoi Sadowski-Synnott | Miyabi Onitsuka |
| 2019 | Park City     | Zoi Sadowski-Synnott | Silje Norendal       | Jamie Anderson  |
| 2021 | Aspen         | Zoi Sadowski-Synnott | Jamie Anderson       | Tess Coady      |
| 2023 | Bakuriani     | Mia Brookes          | Zoi Sadowski-Synnott | Miyabi Onitsuka |
| 2025 | Engadina      | Zoi Sadowski-Synnott | Kokomo Murase        | Reira Iwabuchi  |

### Big air
| Anno | Luogo         | Oro           | Argento              | Bronzo          |
| ---- | ------------- | ------------- | -------------------- | --------------- |
| 2015 | Kreischberg   | Elena Könz    | Merika Enne          | Sina Candrian   |
| 2017 | Sierra Nevada | Anna Gasser   | Enni Rukajärvi       | Silje Norendal  |
| 2019 | Park City     | Annullato     | Annullato            | Annullato       |
| 2021 | Aspen         | Laurie Blouin | Zoi Sadowski-Synnott | Miyabi Onitsuka |
| 2023 | Bakuriani     | Anna Gasser   | Miyabi Onitsuka      | Tess Coady      |
| 2025 | Engadina      | Kokomo Murase | Reira Iwabuchi       | Mari Fukada     |

### Slalom gigante
| Anno | Luogo                | Oro               | Argento         | Bronzo                      |
| ---- | -------------------- | ----------------- | --------------- | --------------------------- |
| 1996 | Lienz                | Karine Ruby       | Manuela Riegler | Sondra Van Ert              |
| 1997 | San Candido          | Sondra Van Ert    | Karine Ruby     | Margherita Parini           |
| 1999 | Berchtesgaden        | Margherita Parini | Lidia Trettel   | Sondra Van Ert              |
| 2001 | Madonna di Campiglio | Karine Ruby       | Isabelle Blanc  | Dagmar Mair unter der Eggen |

### Slalom
| Anno | Luogo       | Oro          | Argento                     | Bronzo            |
| ---- | ----------- | ------------ | --------------------------- | ----------------- |
| 1997 | San Candido | Heidi Renoth | Dagmar Mair unter der Eggen | Dorothée Fournier |

## Albo d'oro misto

### Snowboard cross a squadre
| Anno | Luogo      | Oro                                                  | Argento                                 | Bronzo                                                    |
| ---- | ---------- | ---------------------------------------------------- | --------------------------------------- | --------------------------------------------------------- |
| 2019 | Park City  | Stati Uniti Mick Dierdorff Lindsey Jacobellis        | Italia Omar Visintin Michela Moioli     | Germania Paul Berg Hanna Ihedioha                         |
| 2021 | Idre Fjäll | Australia Jarryd Hughes Belle Brockhoff              | Italia Lorenzo Sommariva Michela Moioli | Francia Léo Le Blé Jaques Julia Pereira de Sousa-Mabileau |
| 2023 | Bakuriani  | Regno Unito Huw Nightingale Charlotte Bankes         | Austria Jakob Dusek Pia Zerkhold        | Francia Merlin Surget Chloé Trespeuch                     |
| 2025 | Engadina   | Francia Loan Bozzolo Julia Pereira de Sousa-Mabileau | Australia Cameron Bolton Mia Clift      | Svizzera Valerio Jud Sina Siegenthaler                    |

### Slalom parallelo a squadre
| Anno | Luogo     | Oro                                     | Argento                                      | Bronzo                                       |
| ---- | --------- | --------------------------------------- | -------------------------------------------- | -------------------------------------------- |
| 2023 | Bakuriani | Italia Aaron March Nadya Ochner         | Austria Andreas Prommegger Sabine Schöffmann | Svizzera Dario Caviezel Julie Zogg           |
| 2025 | Engadina  | Italia Maurizio Bormolini Elisa Caffont | Italia Gabriel Messner Jasmin Coratti        | Austria Andreas Prommegger Sabine Schöffmann |

## Medagliere
Medagliere totale aggiornato al termine della 16ª edizione.
| Pos.   | Paese                              | Oro | Argento | Bronzo | Totale |
| ------ | ---------------------------------- | --- | ------- | ------ | ------ |
| 1      | Francia                            | 21  | 23      | 12     | 56     |
| 2      | Stati Uniti                        | 21  | 13      | 26     | 60     |
| 3      | Austria                            | 19  | 25      | 23     | 67     |
| 4      | Svizzera                           | 15  | 17      | 16     | 48     |
| 5      | Italia                             | 12  | 10      | 12     | 34     |
| 6      | Canada                             | 11  | 11      | 9      | 31     |
| 7      | Australia                          | 9   | 6       | 5      | 20     |
| 8      | Finlandia                          | 9   | 5       | 10     | 24     |
| 9      | Giappone                           | 8   | 13      | 9      | 30     |
| 10     | Germania                           | 6   | 7       | 12     | 25     |
| 11     | Norvegia                           | 6   | 5       | 8      | 19     |
| 12     | Russia                             | 6   | 5       | 5      | 16     |
| 13     | Rep. Ceca                          | 5   | 3       | 1      | 9      |
| 14     | Cina                               | 4   | 3       | 1      | 8      |
| 15     | Slovenia                           | 3   | 5       | 4      | 12     |
| 16     | Nuova Zelanda                      | 3   | 3       | 1      | 7      |
| 17     | Regno Unito                        | 3   | 2       | 0      | 5      |
| 18     | Svezia                             | 2   | 7       | 6      | 15     |
| 19     | Belgio                             | 2   | 2       | 1      | 5      |
| 20     | Federazione sciistica della Russia | 2   | 1       | 2      | 5      |
| 21     | Spagna                             | 1   | 3       | 1      | 5      |
| 22     | Paesi Bassi                        | 1   | 2       | 2      | 5      |
| 23     | Polonia                            | 1   | 0       | 4      | 5      |
| 24     | Corea del Sud                      | 1   | 0       | 1      | 2      |
| 25     | Ucraina                            | 0   | 1       | 0      | 1      |
| 26     | Slovacchia                         | 0   | 0       | 1      | 1      |
| Totale | Totale                             | 172 | 172     | 172    | 516    |